# چیچواتس
چیچواتس (به صربی: Ćićevac) یک شهرستان در صربستان است که در ناحیه راسینا واقع شده‌است. چیچواتس ۱۴۷ متر بالاتر از سطح دریا واقع شده‌است.